# Chile i olympiska sommarspelen 1956
Chile deltog med 33 deltagare vid de olympiska sommarspelen 1956 i Melbourne. Totalt vann de två silvermedaljer och två bronsmedaljer.

## Medaljer

### Silver
- Marlene Ahrens  - Friidrott, spjutkastning.
- Ramón Tapia  - Boxning, mellanvikt.

### Brons
- Claudio Barrientos  - Boxning, bantamvikt.
- Carlos Lucas  - Boxning, lätt tungvikt.